# Minyichthys sentus
Minyichthys sentus es una especie de pez de la familia Syngnathidae en el orden de los Syngnathiformes.

## Morfología
Los machos pueden alcanzar 6 cm de longitud total.

## Reproducción
Es ovovivíparo y el macho transporta los huevos en una bolsa ventral, la cual se encuentra debajo de la cola.

## Hábitat
Es un pez de mar y de clima subtropical que vive entre 0-120 m de profundidad.

## Distribución geográfica
Se encuentra en Marruecos, las Islas Canarias y Argelia.